# Carl Düssel
Carl Düssel (* 12. Dezember 1882 in Köln; † 23. Juli 1946 in Iserlohn) war ein deutscher Schriftsteller.

## Leben und Tätigkeit
Düssel besuchte das Königliche Gymnasium an Aposteln, das er zu Ostern 1901 mit dem Zeugnis der Reife verließ. Anschließend studierte er Philosophie in Freiburg am Breisgau und Berlin. Den Sommer 1903 verbrachte er in Paris und London. Von Oktober 1903 bis September 1904 leistete Düssel Militärdienst. Von Herbst 1904 bis Herbst 1905 studierte Düssel erneut in Heidelberg. Dort wurde er mit der 1906 veröffentlichten Arbeit Anschauung, Begriff und Wahrheit promoviert. Zu seinen Förderern gehörten Heinrich Rickert sowie Wilhelm Windelband.
In den frühen 1930er Jahren stand Düssel als politischer Schriftsteller der von Heinrich von Gleichen initiierten Ring-Bewegung nahe und veröffentlichte Beiträge in der von Gleichen herausgegebenen Zeitschrift Der Ring, wobei er insbesondere den wirtschaftspolitischen Standort des Organs durch die Aufnahme der Diskussion um einen berufsständisch orientierten Umbau des deutschen Staates prägte, ein Unterfangen, dem anderen Autoren der Zeitschrift wie Walter Schotte und Ernst Rudolf Huber indessen skeptisch gegenüberstanden. Zudem war Düssel auch Mitglied des von Gleichen gegründeten Deutschen Herrenklub.
1933 legte Düssel eine längere Studie über seine Anschauungen zur "Berufsständischen Verfassungspolitik" vor (siehe unten). Während des Zweiten Weltkriegs veröffentlichte er schließlich noch zwei Schriften, die der propagandistischen Unterstützung der deutschen Kriegsanstrengungen standen, so dass sie die Kriegsziele des NS-Staates rechtfertigten.

### Düssels Konzept für einen deutschen korporativen Staat
In seinem Werk Berufsständische Verfassungspolitik legte Düssel die gründlichste Ausarbeitung seiner Ideen, wie ein deutscher korporativer Staat aufzubauen sei, vor:
Das von Düssel entwickelte Konzept einer deutschen Version des 'stato corporativo' unterschied sich vom italienischen Vorbild darin, dass der von ihm gewünschte korporative Staat sich, anders als der korporative Staat in Italien, auf "genossenschaftliche Freiwilligkeit" und nicht auf vom Staat ausgehenden Zwang stützen sollte. Bei Düssel besteht der "deutsche Korporativismus" aus Berufskorporationen, die Berufsstände mit einem allgemeinpolitischen Mandat darstellen und somit recht wenig mit dem italienisch-faschistischen (bzw. Mussolini'schen) Konzept einer Korporation zu tun haben.
Aufgrund der Erfahrung, die Deutschland in den Jahren 1930 bis 1932 mit den semi-diktatorischen sogenannten Präsidialkabinetten, die weitgehend unabhängig vom Reichstag gestützt auf das Vertrauen des Reichspräsidenten regiert hatten, gesammelt hatte, gelangte Düssel zu der Überzeugung, dass ein deutscher korporativer Staat sich nicht allein auf das Militär und die Bürokratie als Säulen seiner Existenz stützen dürfe, sondern dass er auf einer breitere Basis des Volksganzen abgestellt sein müsse. Als Säulen der von ihm geforderten berufsständischen Verfassung stipulierte Düssel dabei die berufskorporative Staatsorganisation (die politische Aufgaben wahrzunehmend hatte), die Berufsstände (die die wirtschaftliche Selbstverwaltung zu übernehmen hatten) und die bündischen Landsmannschaften (die die gesellschaftliche Interessenvertretung übernehmen und dabei in einer ausgleichend-gesellschaftsintegrierenden Weise als "dezentralisiertes Ständeparlament" eine Vermittlerstelle zwischen Staat und Wirtschaft einnehmen sollten).
Düssel lehnte sowohl den demokratischen Parteienstaat, als auch einen ideologisch begründeten autoritären Staat ab: Der volkspolitische Sinn eines korporativen Staates bestand ihm zufolge nicht darin, sich "an eine herrschende Partei, ihre Macht und Disziplin, ihre Ideologie und Rhetorik" anzulehnen. Der "Kopfzahldemokratie französischer Prägung", die er im Parteiwesen erblickte, stellte Düssel den "Volksgedanken der Gliederung in Schaffensbereiche zur politischen Repräsentation" gegenüber. Als Ideal schwebte Düssel dabei die berufsständischen Landsmannschaften vor, die für ihn als eine "Auslese der Berufstüchtigkeit zu berufskorporativer und staatspolitischer Verantwortung" gleichsam "Gegenspieler des kollektiven Wahlrechts" waren.
Im Gegensatz zu der von den Nationalsozialisten staatlichen Totalitätsdoktrin, wie sie 1933 in Form der Gleichschaltung realisiert wurde, forderte Düssel dezidiert, den berufsständischen Wirtschaftsaufbau und den berufskorporativen Staatsaufbau voneinander zu trennen. Das heißt: In seinem Modell hatte der Staat die Selbstverwaltung der Berufskorporationen unbedingt zu achten und sie nicht zu bevormunden. So sollte verhindert werden, dass die Korporationen zu heimlichen – die Wirtschaft im Sinne des Staates lenkenden – Organen des Staates (in seiner Diktion "vorgestreckte Organ[e] des Staates") herabsinken würden. Um soziale Gegensätze, die sich aus Unterschieden der Herkunft, Bildung und Lebensart ergeben abzufedern, sollten die berufsständischen Körperschaften von volkspolitischen Körperschaften flankiert werden, die sich in berufsständischen Landsmannschaften gliedern sollten, die sich aus Kriterien der lokalen und beruflichen Nachbarschaft und den örtlichen sozialen Zusammenhängen ergeben würden. In den politischen Berufskorporationen sollten die sozialen Gruppen außerhalb ihrer Tagesarbeit in Kontakt miteinander kommen, um so den sozialen Zusammenhalt zu fördern und den Blick für die Gesamtverantwortung zu schärfen, wobei zugleich eine überparteiliche, korporative Führungsschicht gewonnen werden sollte.
Sascha Bohn, der die bislang gründlichste Betrachtung von Düssels Konzepten vorgelegt hat, charakterisiert ihn als einen ursprünglich der jungkonservativen Bewegung nahe stehenden Autoren, der sich unter dem Eindruck der faschistischen Korporationsideologie einer "naiven" Spielart des Faschismus zugewandt habe.

## Schriften
- Anschauung, Begriff und Wahrheit, 1906. (Dissertation)
- "Der konstitutive Weg zur Verfassungsreform", in: Fritz Berber (Hrsg.): Zum Neubau der Verfassung, Berlin 1933, S. 171–178.
- Berufsständische Verfassungspolitik, Berlin 1933.
- Europa und die Achse: Die kontinentaleuropäische Frage als Kehrseite britischer Politik, Essener Verlagsanstalt, 1940. (Neuauflage 1942)
- Das politische Existenzminimum Europas, 1944.